# كرك آسيفيدو
كرك آسيفيدو (بالإنجليزية: Kirk Acevedo)‏ مواليد 27 نوفمبر 1971 في بروكلين، نيويورك، الولايات المتحدة، هو ممثل أمريكي بدأ مسيرته الفنية عام 1996.

## الأعمال
- 1997: أوز (مسلسل أمريكي) OZ
- 1998: الخط الأحمر الرفيع
- 2006: الذي لا يقهر
- 2014: بزوغ كوكب القرود
- 2006: نمبرز
- 2006: 24
- 2008-2011: فرينج
- 2012: ذا منتاليست
- 2013: سي اس آي:التحقيق في موقع الجريمة
- 2013: بيرسون أوف إنترست
- 2013: الموتى السائرون

## روابط خارجية
- كرك آسيفيدو على موقع IMDb (الإنجليزية)
- كرك آسيفيدو على موقع روتن توميتوز (الإنجليزية)
- كرك آسيفيدو على موقع ألو سيني (الفرنسية)
- كرك آسيفيدو على موقع أول موفي (الإنجليزية)
- كرك آسيفيدو على موقع قاعدة بيانات برودواي على الإنترنت (الإنجليزية)
- كرك آسيفيدو على موقع قاعدة بيانات الأفلام السويدية (السويدية)
- كرك آسيفيدو على موقع إن إن دي بي (الإنجليزية)
- كرك آسيفيدو على موقع قاعدة بيانات الفيلم (الإنجليزية)
- كرك آسيفيدو على موقع كينوبويسك (الروسية)